# 国际革命马克思主义中心
国际革命马克思主义中心（英語：International Revolutionary Marxist Centre，缩写为IRMC）是一个已不存在的国际政党组织。

## 历史
该组织成立于1932年，一开始取名为独立革命社会主义党派委员会，后更名为革命社会主义团结国际局，最后改名为“国际革命马克思主义中心”，但通常被称作伦敦局，有时还被称作第三半国际、第三又四分之三国际。该组织由一些“中派”社会主义政党组成，包括“布哈林派”（国际共产主义反对派）、德国的“布兰德勒派”、美国的“洛夫斯通派”等，它们既反对主流的社会民主党，也反对共产国际。
该组织的书记处起初设于伦敦，1939年迁至巴黎。该组织的青年翼是革命青年组织国际局。该组织的成员党曾遍及20多个国家和地区。该组织最重要的成员是英国独立工党，其领袖费内尔·布罗克威长期担任该组织的主席，书记则由西班牙马克思主义统一工人党的胡利安·戈尔金担任。
该组织一度亲近托洛茨基主义运动及国际左翼反对派，但后因意见分歧而分道扬镳，而原为该组织成员的荷兰革命社会党选择继续与国际左翼反对派合作。
随着第二次世界大战的爆发，该组织的主要成员都投入到本国的反战或抵抗运动中，因此这个本来就很松散的组织到了1940年5月以后就销声匿迹了。二战后，其在东欧的成员多数随着共产党吸收社会民主党（如德国共产党吸收德国社会民主党左派组建德国统一社会党，波兰工人党吸收波兰社会党左派组建波兰统一工人党等）成为建制内官僚，而在西欧的成员则大多加入各国社会民主党。

## 成员
- 奥地利 红色阵线（1935年加入，参加奥地利革命社会主义者（德语：Revolutionäre Sozialisten Österreichs））
- 保加利亚 联合社会党（1932年加入，1936年失去联系）
- 法國 工人团结朋友团体（1935年加入，1936年退出）
- 法國 无产阶级团结党（英语：Proletarian Unity Party (France)）（1933年加入）
- 法國 工农社会党（英语：Workers and Peasants' Socialist Party）（1935年加入，以“革命左翼”名义作为工人国际法国支部的一个派系）
- 德国 德国社会主义工人党（1932年加入，1938年退出）
- 德国 列宁联盟（英语：Lenin League）（1933年加入，1935年退出）
- 德国 马克思主义者-国际主义者（1939年加入）
- 德国 新道路（1938年加入，德国社会主义工人党内部的反对派）
- 德国 火花（1938年加入）
- 希腊 希腊共产主义文库马克思主义党（1938年加入）
- 義大利 最高纲领主义意大利社会党（英语：Maximalist Italian Socialist Party）（1933年加入）
- 荷蘭 独立社会党（英语：Independent Socialist Party (Netherlands)）（1932年加入，1935年并入革命社会主义工人党）
- 荷蘭 革命社会主义者联盟（1936年加入，1938年退出）
- 荷蘭 革命社会党（1933年加入，1935年并入革命社会主义工人党）
- 荷蘭 革命社会主义工人党（1935年加入）
- 挪威 挪威工党（1932年加入，1935年退出）
- 挪威 朝向白天（英语：Mot Dag）（1933年加入，1936年退出）
- 英属巴勒斯坦 左翼锡安工人（1937年加入）
- 英属巴勒斯坦 青年卫士（1936年加入）
- 波蘭 波兰犹太工人总联盟（英语：General Jewish Labour Bund in Poland）（1932年加入）
- 波蘭 独立社会主义劳动党（英语：Independent Socialist Labour Party）（1932年加入，1936年退出）
- 羅馬尼亞 罗马尼亚独立社会党（英语：Socialist Workers Party of Romania）（1933年加入，同年并入统一社会党）
- 羅馬尼亞 联合社会党（英语：United Socialist Party (Romania)）（1933年加入，1936年退出）
- 西班牙 马克思主义统一工人党（1933年加入）
- 瑞典 社会党（英语：Socialist Party (Sweden, 1929)）（1933年加入，1938年退出）
- 英国 独立工党（1932年加入）
- 英国 革命社会党（英语：Revolutionary Socialist Party (UK)）（1936年加入，1938年退出）
- 美国 美国独立劳工联盟（1939年加入）
- 美国 争取革命工人党联盟
- 苏联 左翼社会革命党（1933年加入，1938年退出）
- 国际共产主义反对派

## 观察员
- 德国 共产党-反对派（1939年加入）